# Capibara petit
El capibara petit (Hydrochoerus isthmius) és una espècie de rosegador de la família dels càvids. Viu a Colòmbia, Panamà i Veneçuela. Es tracta d'una espècie que pot ser tant diürna com nocturna segons la presència de depredadors i l'estació de l'any. El seu hàbitat natural són les zones properes a cursos i masses d'aigua, incloent-hi aiguamolls, estuaris i les ribes de rius o rierols. Està amenaçat per la destrucció d'hàbitat i la caça.